# Gmina Hadsund

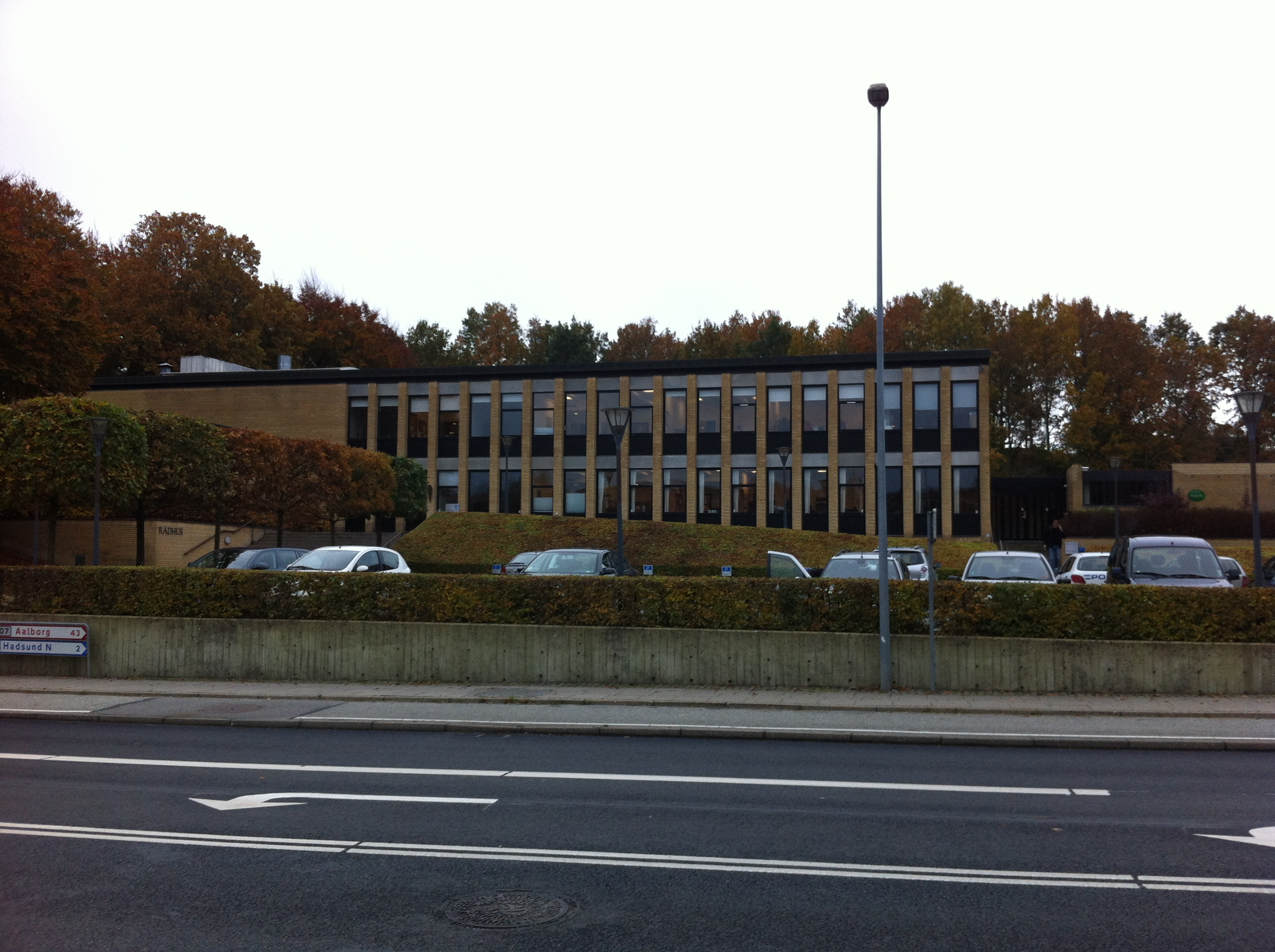
Ratusz w Hadsund

Gmina Hadsund (duń. Hadsund Kommune) - istniejąca w latach 1970–2006 gmina w Danii w  okręgu północnej Jutlandii (Nordjyllands Amt). 
Siedzibą władz gminy było miasto Hadsund. 
Gmina Hadsund została utworzona 1 kwietnia 1970 na mocy reformy podziału administracyjnego Danii. Po kolejnej reformie administracyjnej w roku 2007 weszła w skład nowej gminy Mariagerfjord.

## Dane liczbowe
- Liczba ludności: (♀ 5452 + ♂ 5466) = 10 918
  - wiek 0-6: 7,5%
  - wiek 7-16: 13,3%
  - wiek 17-66: 63,9%
  - wiek 67+: 15,3%
- zagęszczenie ludności: 64,2 osób/km²
- bezrobocie: 5,9% osób w wieku 17-66 lat
- cudzoziemcy z UE, Skandynawii i USA: 74 na 10 000 osób
- cudzoziemcy z krajów Trzeciego Świata: 176 na 10 000 osób
- liczba szkół podstawowych: 3 (liczba klas: 59)